# 左明善
左明善（1425年—？年），字思誠，四川敘州府富順縣人，明朝政治人物。

## 生平
天順元年（1457年）丁丑科同進士出身。官至雲南臨安府知府。善書法。

## 家族
曾祖左庭芳，祖左文斌，父左常，母徐氏。